# Kostel svatého Víta (Týn nad Vltavou)
Kostel svatého Víta je hřbitovní kostel v Týně nad Vltavou, náleží římskokatolické farnosti v Týně nad Vltavou, je chráněnou kulturní památkou ČR a je součástí památkové zóny Týn nad Vltavou.

## Historie
V letech 1680–1681 postihla Týn nad Vltavou velká morová epidemie. Z počátku byly oběti moru pohřbívány na hřbitově u kostela svatého Jakuba na náměstí. S přibývajícími oběťmi byl tento hřbitov určen pro majetné osoby a pro chudé byl zřízen nový hřbitov mimo město. V letech 1681–1682 byl neznámým stavitelem postaven hřbitovní kostel, zasvěcený svatému Vítu. Podle některých úvah kostel možná postavil Antonio de Alfieri, italský stavitel, který žil v Týně nad Vltavou a jehož jméno je spojeno s výstavbou arcibiskupského zámku a nové solnice na levém břehu Vltavy. Část prostředků na stavbu kostela pocházela z pozůstalosti po místním občanu Kubešovi, který za tímto účelem odkázal církvi svůj statek. Další finance byly získány veřejnou sbírkou a svým dílem přispěl i pražský arcibiskup Jan Fridrich. V roce 1820 českobudějovický zvonař Jan Perner přelil původní kostelní zvon. Kostel byl opravován v letech 1863 a 1876.

## Architektura

### Exteriér
Kostel sv. Víta stojí v jižní části obdélného hřbitova. Je raně barokní zděnou omítanou stavbou z lomového kamene, postavenou na půdorysu obdélníku se třemi apsidami a zvonicemi na jižním průčelí. Loď je zaklenuta kopulí s lucernou. V jižním průčelí je vchod se segmentovým zaklenutím, nad ním je půlkruhově zaklenuté okno kruchty, po stranách jsou okna zvonic. Průčelí je završeno tympanonem mezi čtvercovými zvoničkami se stanovou střechou. Kostel je krytý prejzy.

### Interiér
Hlavní loď má čtvercový půdorys s okosenými rohy s výklenky a půlkruhovými apsidami na západě, severu a východě, které jsou zaklenuty konchou. Do lodi se vstupuje z jižní strany předsíni, která má křížovou klenbu bez žeber a je otevřena do hlavní lodi. Nad předsíni je čtvercová kruchta otevřená do lodi s přístupem přes zvoničky do krovu. Hlavní loď je členěna oběžnou římsou. Kopule je oddělena od stěn lodi profilovanou římsou, v rozích jsou pendentivy.

## Hřbitov svatého Víta

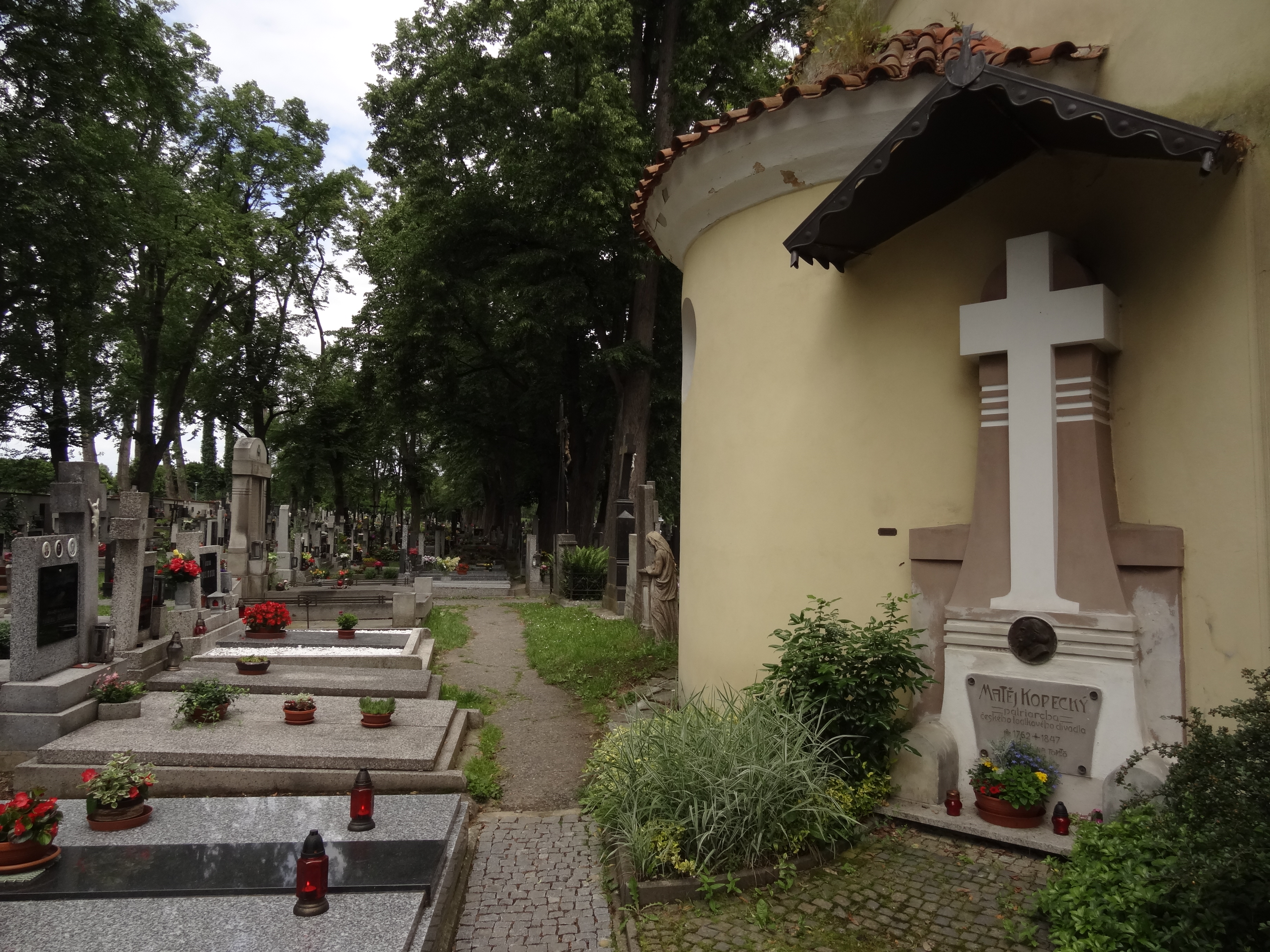
Pomník loutkáře Matěje Kopeckého u kostela sv. Víta

Hřbitov byl založen při morové epidemii v letech 1680–1681 a sloužil současně se hřbitovem u kostela svatého Jakuba. Po zrušení hřbitova na náměstí v roce 1771 se stal jediným místem k pohřbívání v Týně nad Vltavou.
Hřbitov je ohrazen zděnou hřbitovní zdí z lomového kamene, jeho východní zeď je rovnoběžná se silnicí II/105 vedoucí do Tábora. V jihozápadní části hřbitova stojí stará márnice. Jeto zděná čtyřboká stavba s osmibokou báni krytou bobrovkami. Pod cihlovou podlahou je umístěna krypta, v níž byli pohřbíváni příslušníci kolodějské větve Vratislavů z Mirovic.  Mimo jiné zde byl pochován v roce 1823 děkan Walauch. Po obnovení pohřbívání v kryptě v roce 1863 byl zde téhož roku pochován děkan Švejnoha. V severní části hřbitova se nachází secesní hrobka rodiny Wesselých. V severozápadní straně je postavena novodobá provozní budova. Na hřbitově se nacházejí hroby významných osob, spjatých s vltavotýnským regionem, jako byli hudební skladatel Karel Komzák st. (1823-1893), historik města Josef Sakař (1870-1937) a další. V roce 1847 zde byly na neoznačeném místě uloženy ostatky loutkáře Matěje Kopeckého, což připomíná pomník z roku 1905, umístěný u zdi kostela sv. Víta.